# Фурка (перевал)
Фу́рка (романш. Furca) или Фу́ркапасс (нем. Furkapass) — высокогорный перевал в Альпах, Швейцария. Его высота — 2 436 метров над уровнем моря. Он соединяет долины Урсерен (нем. Urserental, долина в верховьях реки Ройс, кантон Ури) и долины реки Рона (кантон Вале).
Перевал Фурка лежит на Большом европейском водоразделе.
Через перевал Фурка проходит автомобильная дорога. Железнодорожная линия Фурка-Оберальп проходит через тоннель под перевалом на высоте 2 100 м над уровнем моря.

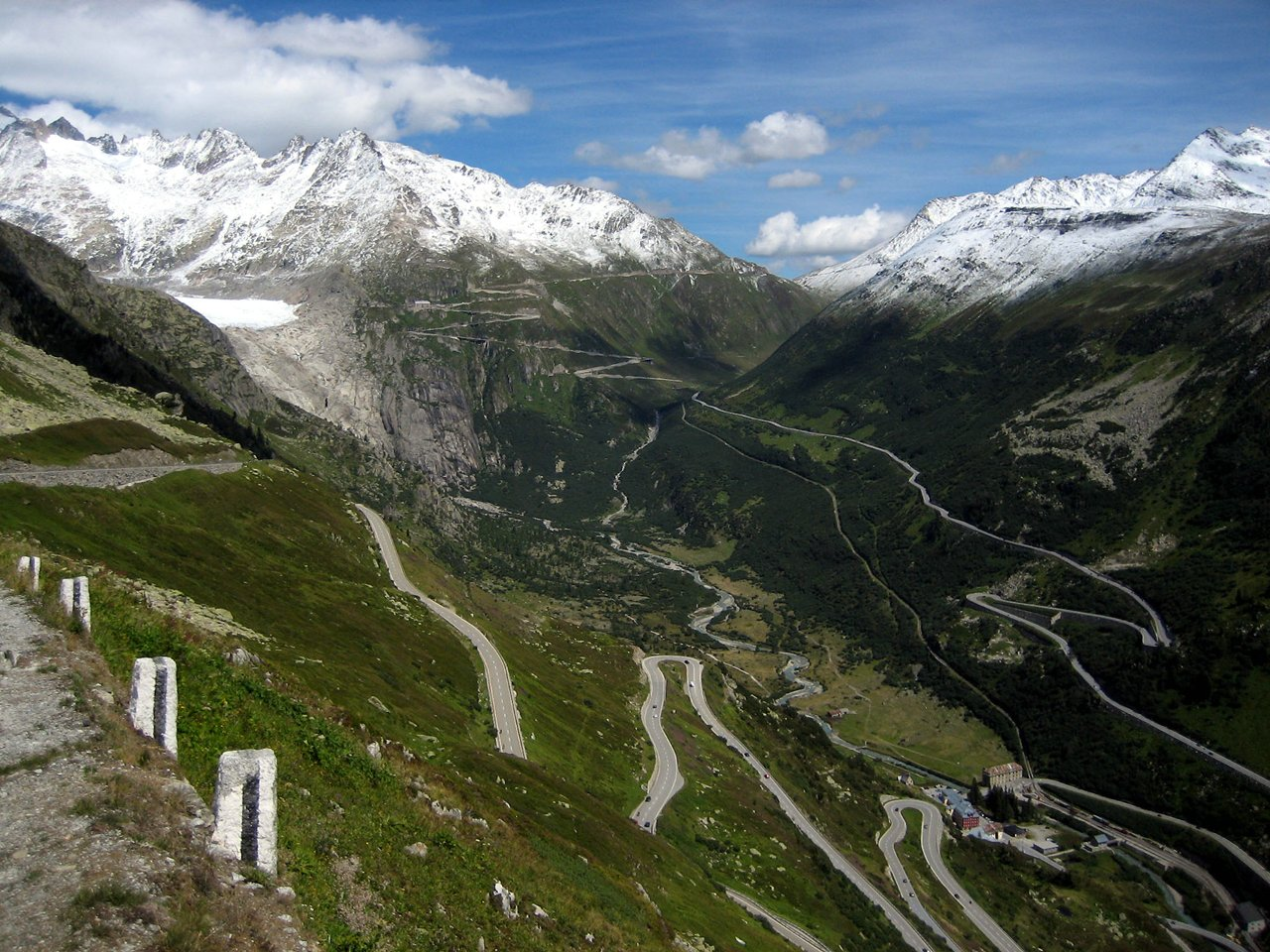
Западный склон перевала Фурка

## Интересные факты
На перевале Фурка проходили съёмки фильма «Голдфингер» о Джеймсе Бонде.

## Фотографии

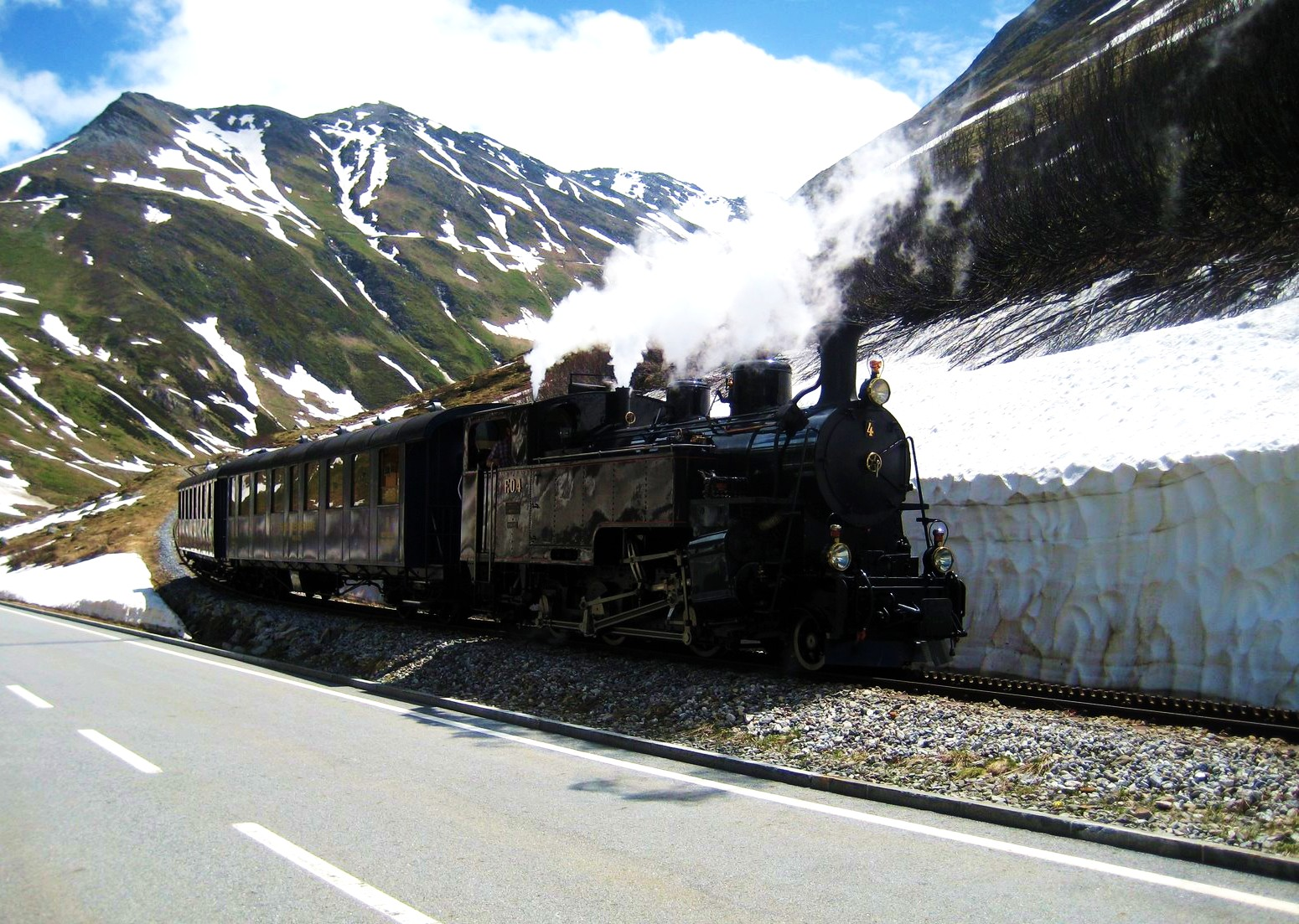
Историческая железная дорога
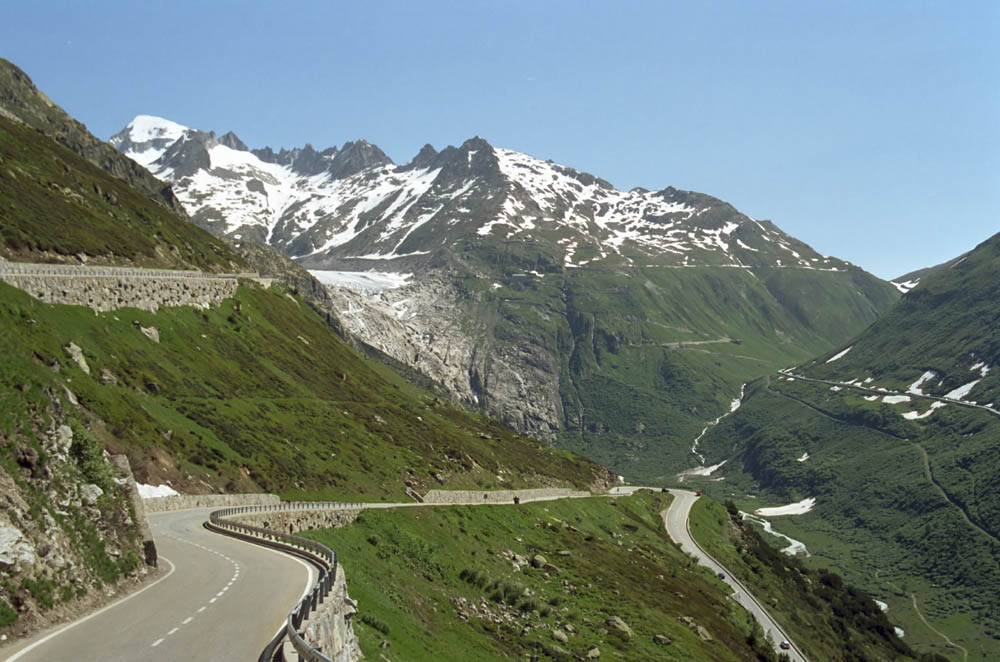
Перевал Фурка и ледника Ронаглетчер
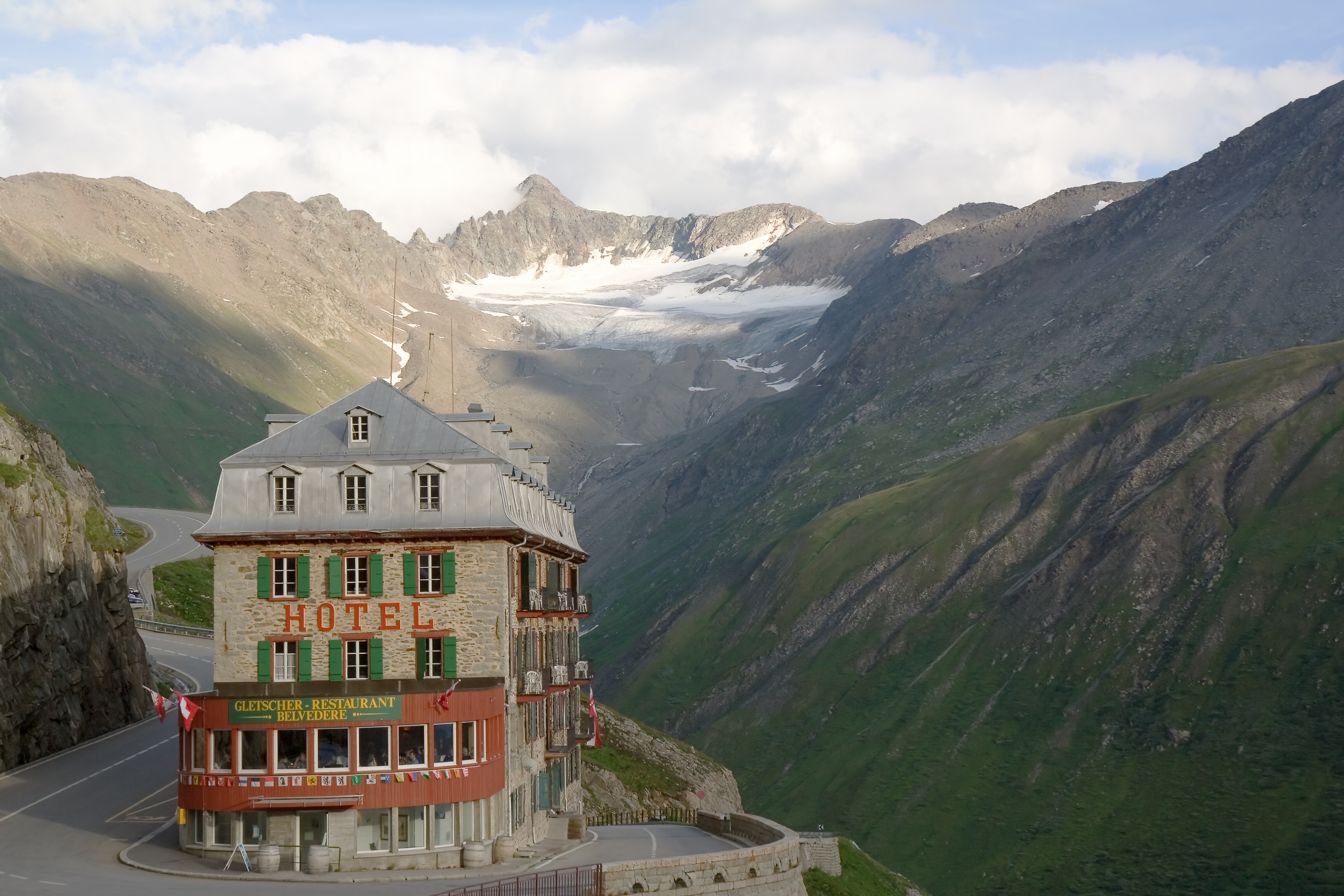
Отель Бельведер
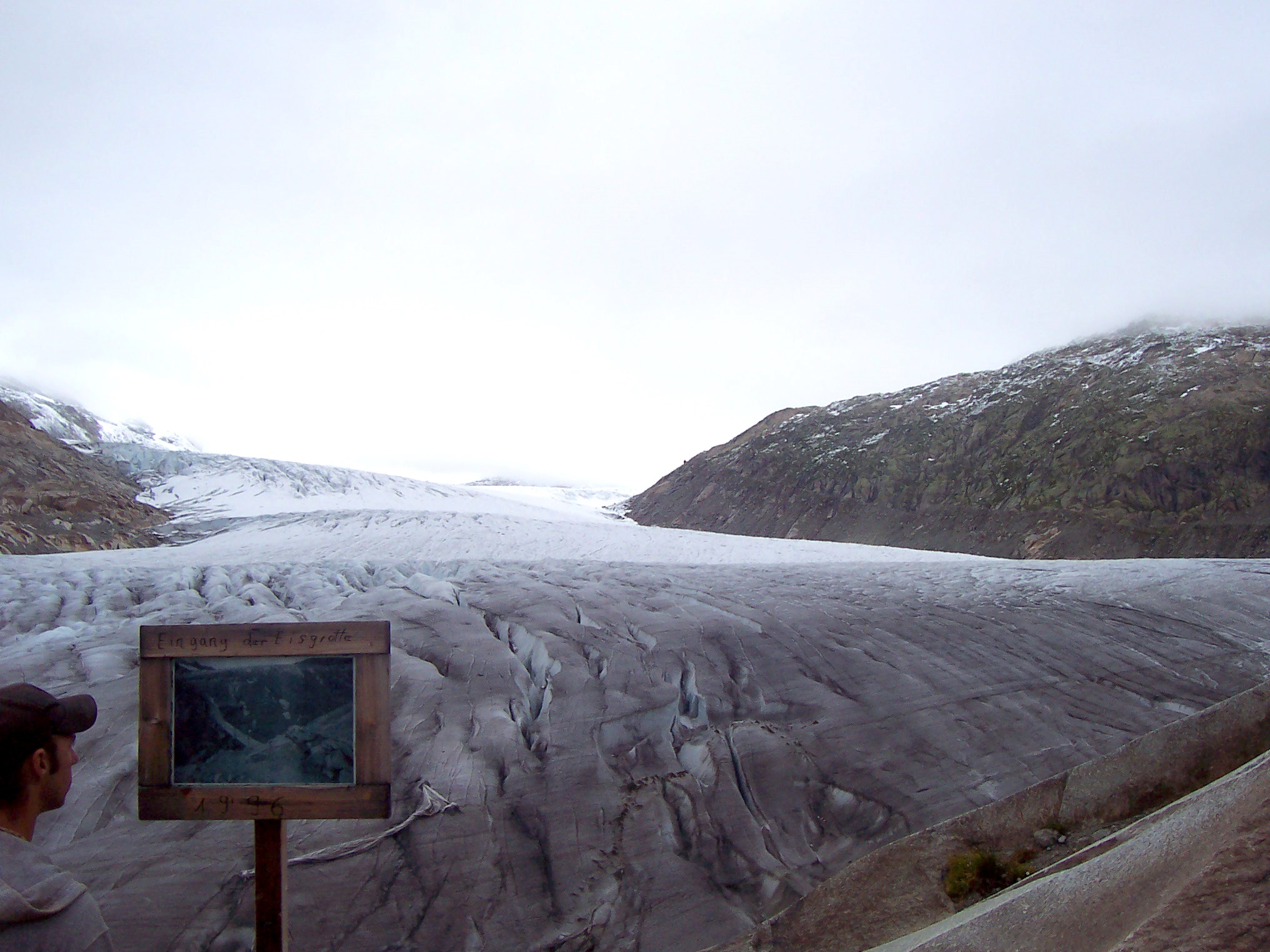
Ледник Фуркапасс